# Eissporthalle Iserlohn
Die Eissporthalle am Seilersee, aufgrund von Namenssponsoring auch Balver Zinn Arena – powered by Stadtwerke Iserlohn, die wegen ihrer Lage auch Eissporthalle am Seilersee genannt wird, ist eine Eissporthalle in der Stadt Iserlohn, Nordrhein-Westfalen. Sie ist Eigentümer der Anlage. Der Hauptnutzer ist der DEL-Club der Iserlohn Roosters, welche die Halle sowohl als Trainings- als auch als Heimspielstätte nutzen. Zudem trainiert und spielt der Nachwuchs, die Young Roosters, sowie andere Amateur-Mannschaften im Stadion. Für das öffentliche Eislaufen ist die Halle fast jeden Nachmittag einige Stunden lang geöffnet.
Die Eissporthalle war ursprünglich baugleich mit der Eissporthalle in Duisburg, der Eissporthalle am Westbahnhof in Essen und der Hannibal-Arena in Herne. Alle vier Hallen wurden aber mittlerweile unabhängig voneinander um- bzw. ausgebaut.
Momentan gibt es im Stadion ein Restaurant, das so genannte „Roosters Inn“, zwei V.I.P.-Tribünen und einige Eishockey-Fachgeschäfte. Die Halle hat ein Fassungsvermögen von 4.967 Zuschauern, die 5.000-Zuschauer-Grenze wurde dabei bewusst unterschritten, weil daraufhin neue Vorschriften gegolten hätten. Seit der DEL-Saison 2007/08 verfügt die Halle zudem über eine weitere Ausbaustufe, sodass aktuell 3.297 Steh-, 1.166 Sitz-, 526 VIP- und 10 Rollstuhl-Plätze vorhanden sind. Durch diese wurde die Hintertor-Tribüne in einen VIP-Bereich verwandelt und die Stehplatzgerade durch sechs Behelftstribünen aufgestockt. Der Gästeblock wurde von der Hintertortribüne wieder auf die Stehplatzgerade verlagert.

## Galerie

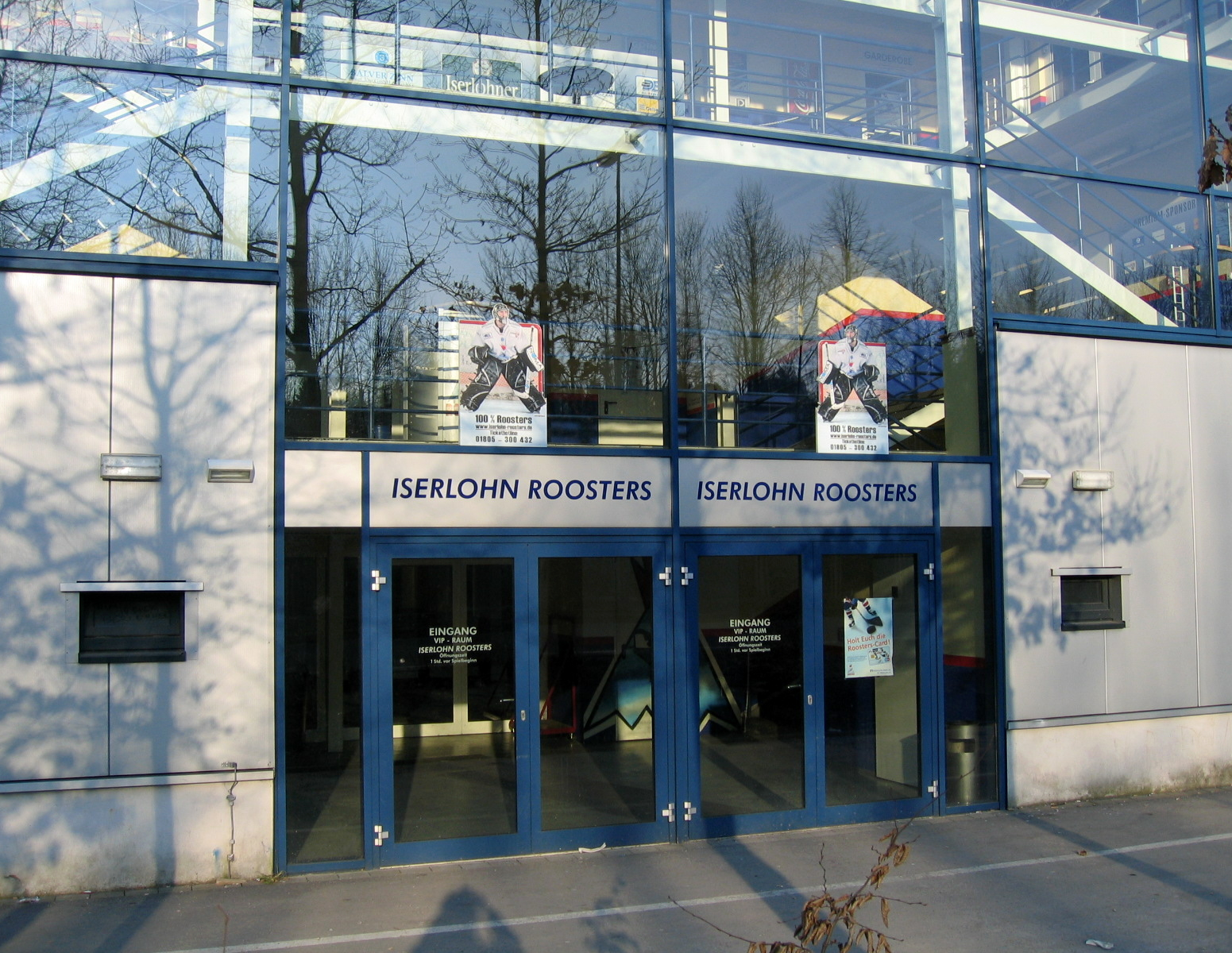
Eingang zum VIP-Bereich
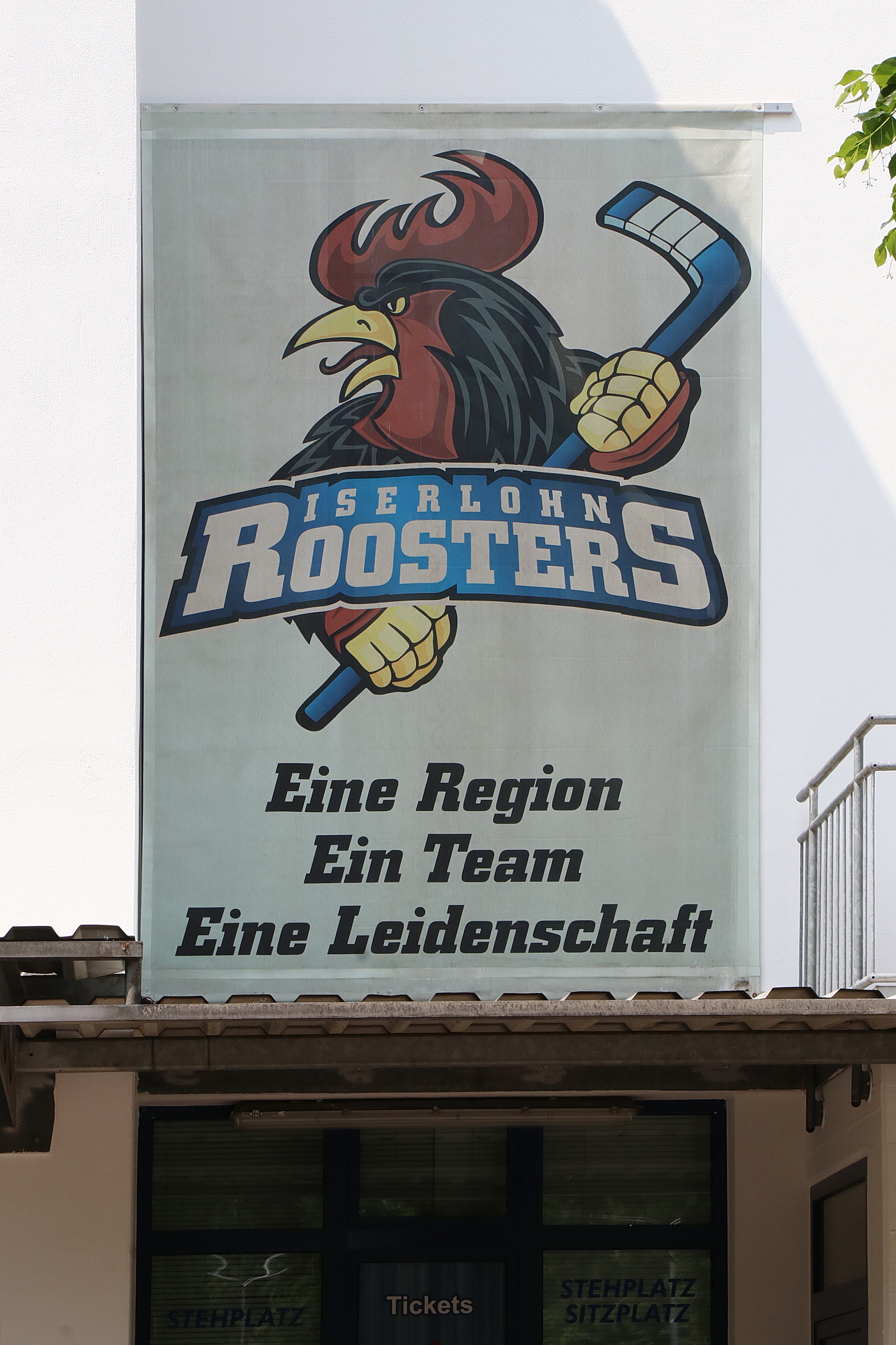
Banner über dem Ticketschalter
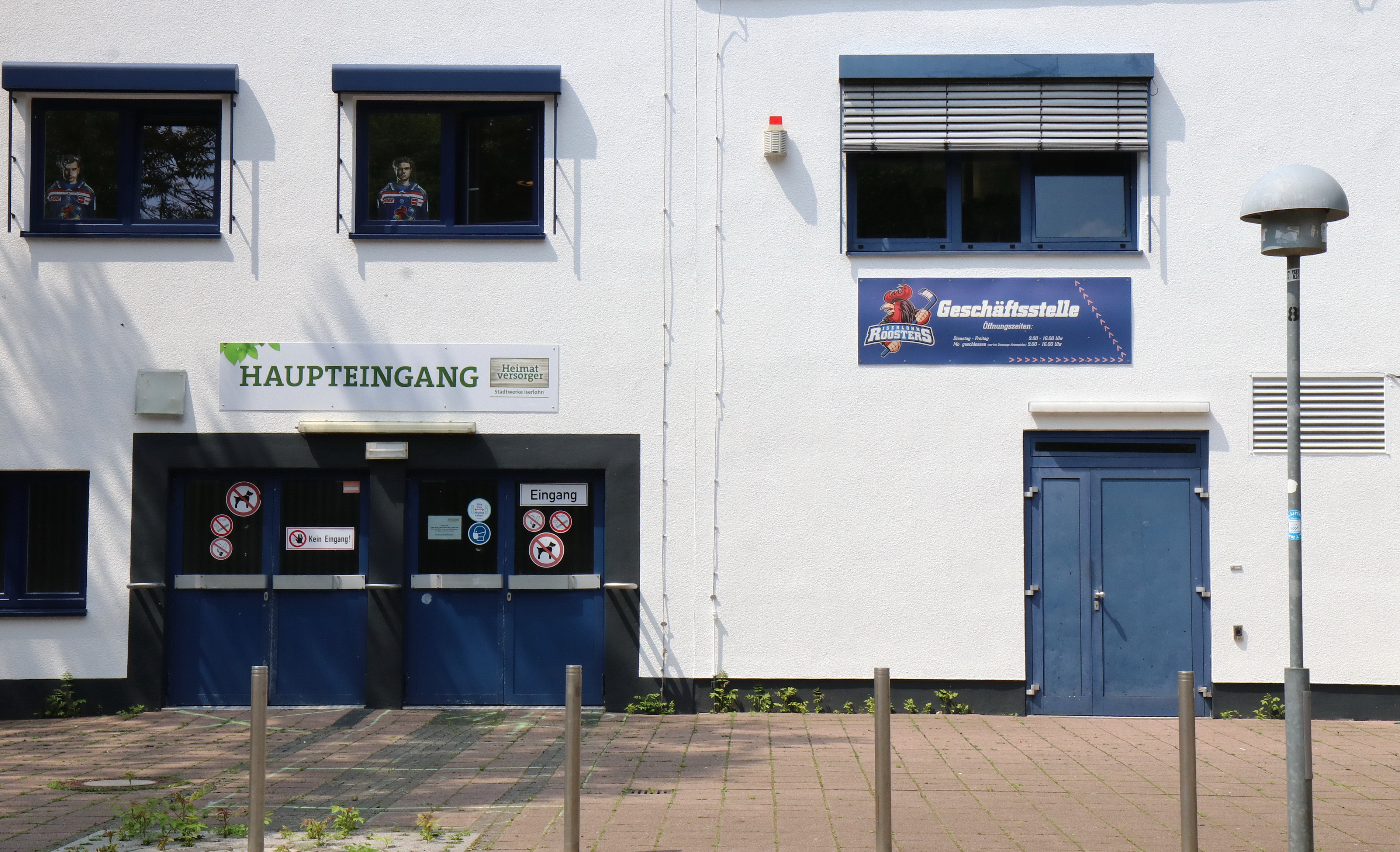
Haupteingang
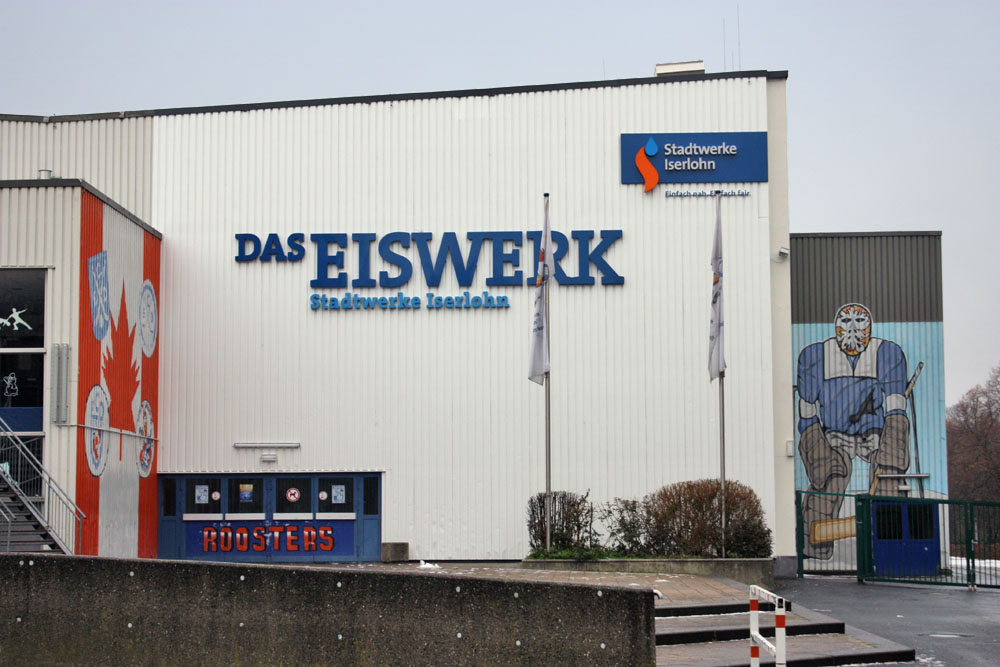
Fassadendetail
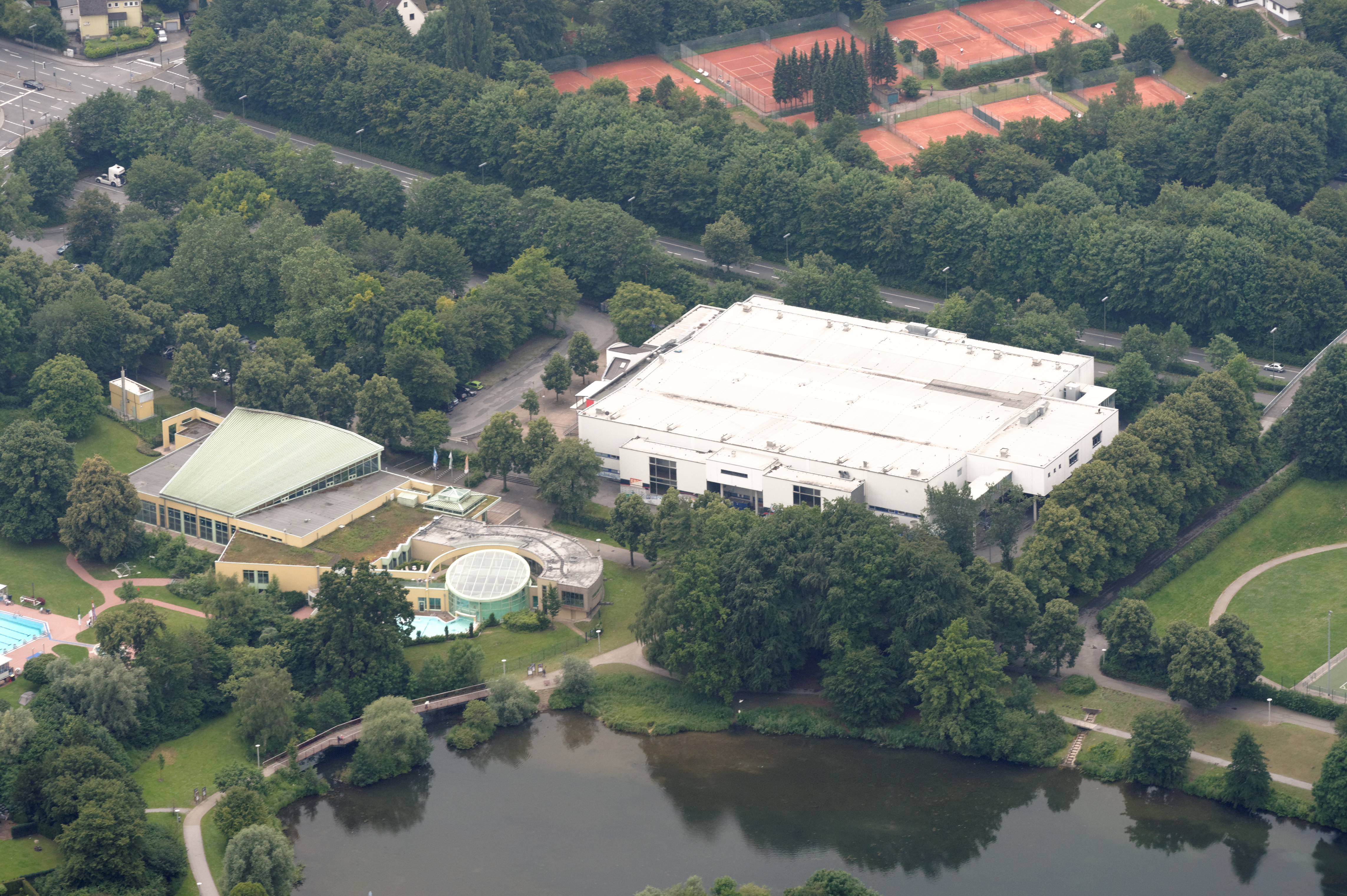
Luftbild